# Kaiwan Fluctus
Kaiwan Fluctus is een lavastroom op de planeet Venus. Kaiwan Fluctus werd in 1991 genoemd naar Kaiwan, een Ethiopische aardemoeder.
De fluctus heeft een lengte van 1200 kilometer en bevindt zich in het gelijknamig quadrangle Kaiwan Fluctus (V-44) en de quadrangles Lavinia Planitia (V-55) en Lada Terra (V-56) in de laagvlakte Lavinia Planitia.